# Шаврове
Ша́врове — село Олександрівської селищної громади Краматорського району Донецької області, України. Населення становить 79 осіб.